# عباس قانع (تندیس‌گر)
عباس قانع (متولد ۱۳۱۷ در قزوین) از مجسمه سازان و تندیس‌گران ایرانی است که بیشتر در زمینه تندیس‌های مسین کار می‌کند. آثار وی در ۴ بخش نقش برجسته تندیس‌های مسین رنگ روغن و سفال می‌باشد. کتاب ۳۰ نقش به پاس ۳۰ سال رنج فردوسی از آثار قانع توسط سازمان ملی یونسکو هم‌زمان با هزاره تدوین شاهنامه در سال ۱۳۶۹ به چاپ رسیده است. تالار مس عباس قانع در قزوین پذیرای دوستداران هنر می‌باشد.
او دانش‌آموخته آکادمی هنری مونیخ است.